# Hrabstwo Oldham (Kentucky)

Piramida wieku hrabstwa

Hrabstwo Oldham – hrabstwo w USA, w stanie Kentucky. Według danych z 2010 roku, hrabstwo zamieszkiwało 60316 osób. Siedzibą hrabstwa jest La Grange.

## Miasta
- Crestwood
- Goshen
- La Grange
- Orchard Grass Hills
- Pewee Valley
- River Bluff

## CDP
- Buckner
- Westport